# أوتوكار الثاني
أوتوكار الثاني، أو بريميزل أوتوكار الثاني (1230 - 1278)، ملك بوهيميا، وهو ابن الملك فاكلاف الأول، وأمه هي كونيغونده من عائلة هوهنشتاوفن، فهو حفيد الملك الألماني فيليب الشوابي، حكم أوتوكار منطقة مورافيا أثناء حياة أبيه، ولكن في عام 1248 نادى به بعض النبلاء البوهيميين الساخطين ملكاً عليهم، فظهرت المشاكل بينه وبين أبيه، وسجنه لفترة قصيرة، وفي 1251 تم انتخاب الأمير الشاب كدوق على النمسا، حيث قوى موقعه بزواجه من مارغريت (ماتت 1267)، أخت الدوق فريدرش الثاني، آخر حكام بابنبرغ على الدوقية، كانت في السابق أرملة هاينريش السابع ملك ألمانيا. بعد بضع سنوات طلق هذه السيدة وتزوج أميرة مجرية.
أصبح أوتوكار ملكاً على بوهيميا خلفا لأبيه في سبتمبر 1253، وكان حتى قبل توليه العرش في نزاع محتدم مع بيلا الرابع ملك المجر على احتلال ستيريا، وهي دوقية كانت سابقاً متحدة مع النمسا. وسلم جزءاً منها إلى بيلا باتفاق عقد في عام 1254، لكن عندما تجدد النزاع هزم الهنغاريين في يوليو 1260 وضمن كل ستيريا له، وساعده الملك الألماني ريتشارد إيرل كورنوال في تملّك النمسا وستيريا، قاد الملك البوهيمي حملتين أيضا ضد البروسيين. في عام 1269 ورث كارينثيا وجزءاً من كارنيولا؛ ونجح في الدفاع عن أملاكه على ساحة المعركة والتي نافسه عليها المجريون، وكان أوتوكار الأمير الأقوى في ألمانيا في زمن الانتخابات على العرش الألماني في عام 1273، ولكنه لم ينجح في ترشيحه لعرش الإمبراطورية، وغنم به رودولف الأول هابسبورغ. رفض أوتوكار الإقرار بغريمه المنتصر، وحث البابا على اتخاذ موقف مماثل، بينما طالب الملك الجديد بالدوقيات النمساوية. ووصلت الأمور لذروتها في عام 1276. تم منع أوتوكار من حكم الإمبراطورية، وقام رودولف بمحاصرة فيينا وأرغم أوتوكار على توقيع معاهدة تخلى بموجبها عن النمسا والدوقيات المجاورة في نوفمبر 1276، ويحتفظ لنفسه فقط بإقليمي بوهيميا ومورافيا. وبعد سنتين حاول الملك البوهيمي استعادة أراضيه المفقودة؛ وجمع حوله الحلفاء وكوّن جيشا كبيرا، لكنه هزم أمام رودولف وقتل في دورنكروت زوم مارش في 26 أغسطس 1278.
عرف أوتوكار بتأسيسه للمدن وحبه للقانون والنظام، وساعد التجارة ونظمها ورحب بالمهاجرين الألمان. وكان وسيما وقويا وذكيا، وكان شخصية مشهورة بقي ذكرها في التاريخ والأساطير، وكان موضوع تراجيديا من كتبها فرانتس جريلبارتسر وتدعى حظ ونهاية الملك أوتوكار (بالألمانية: Konig Ottokars Glück and Ende). ورثه على العرش ابنه فاكلاف الثاني.

## معرض صور

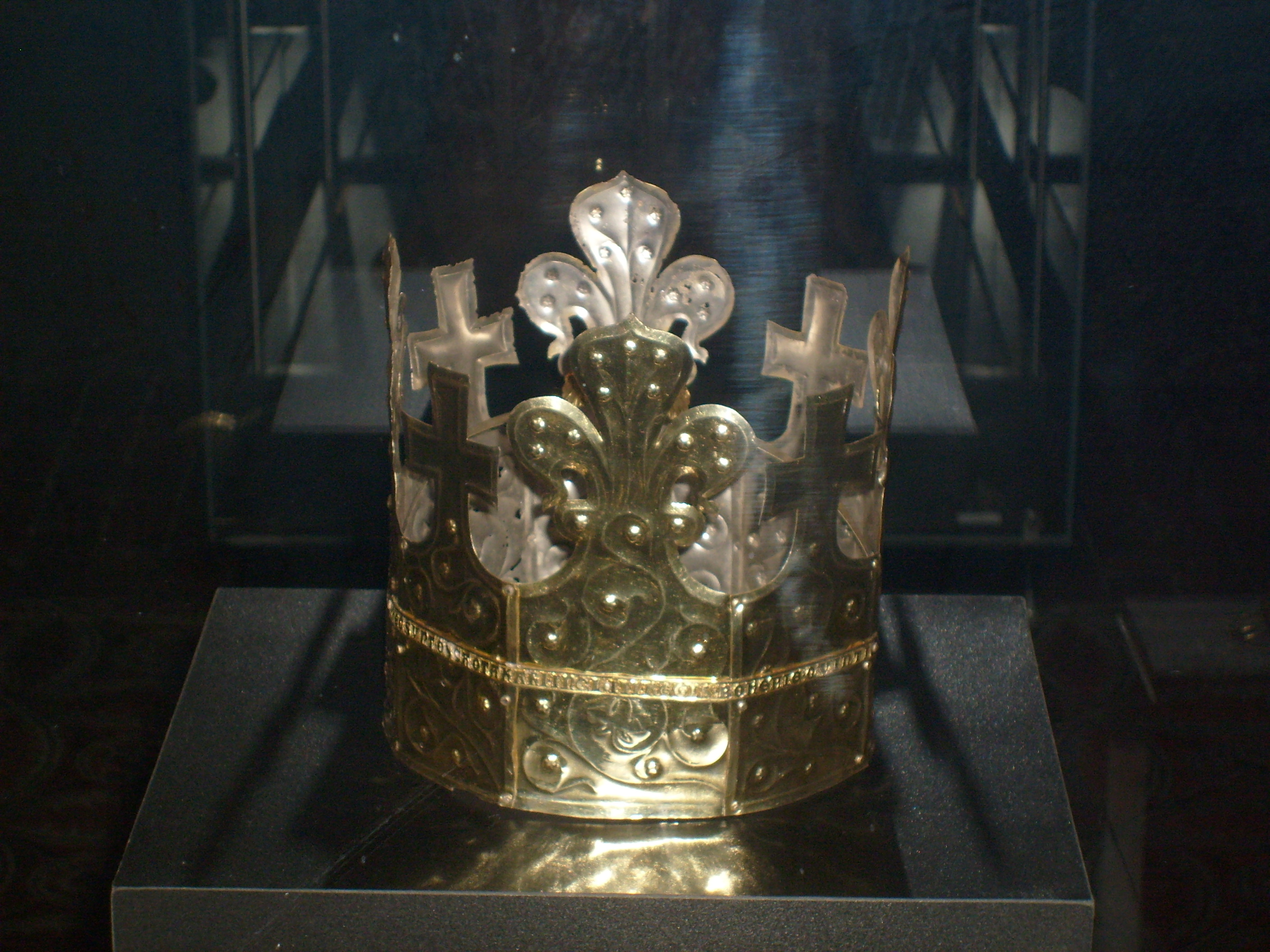
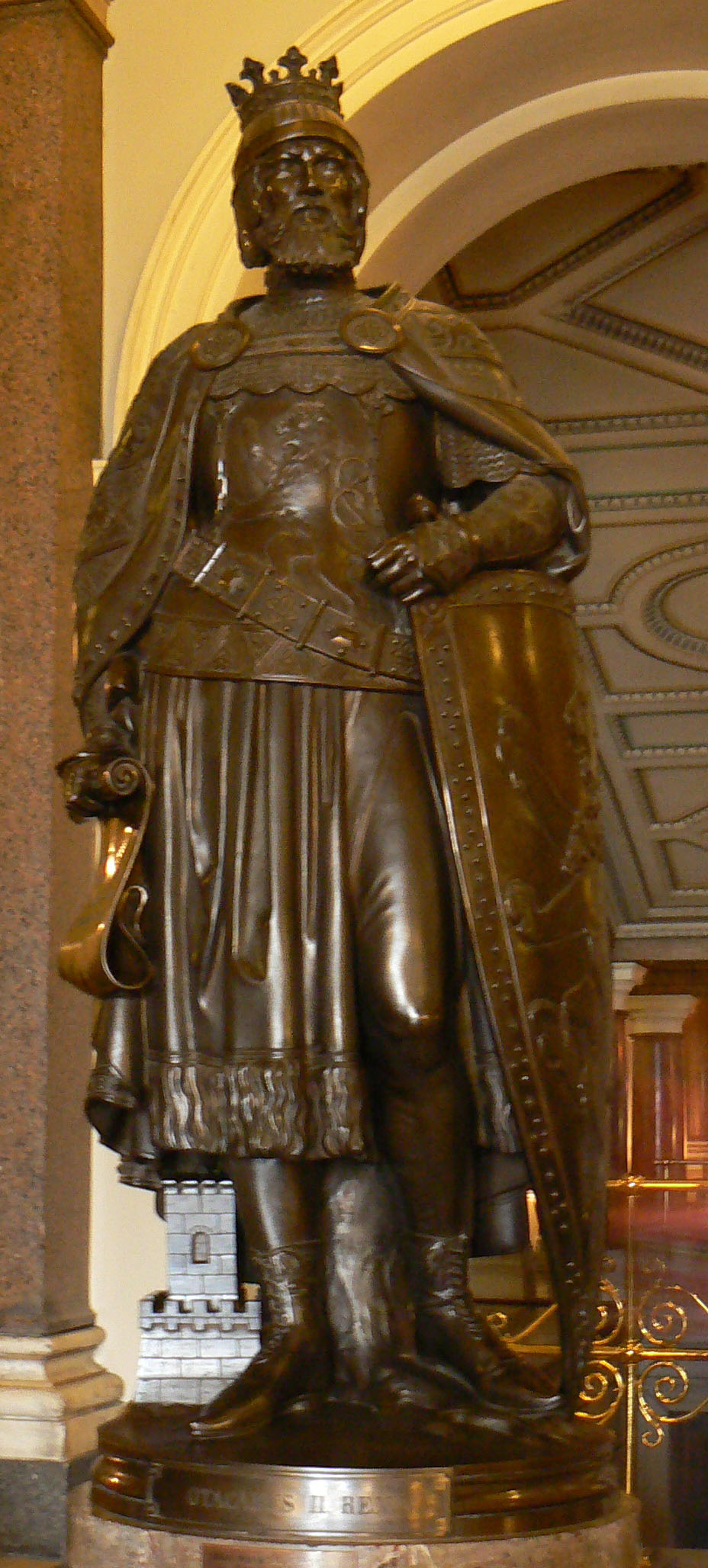
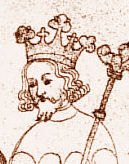
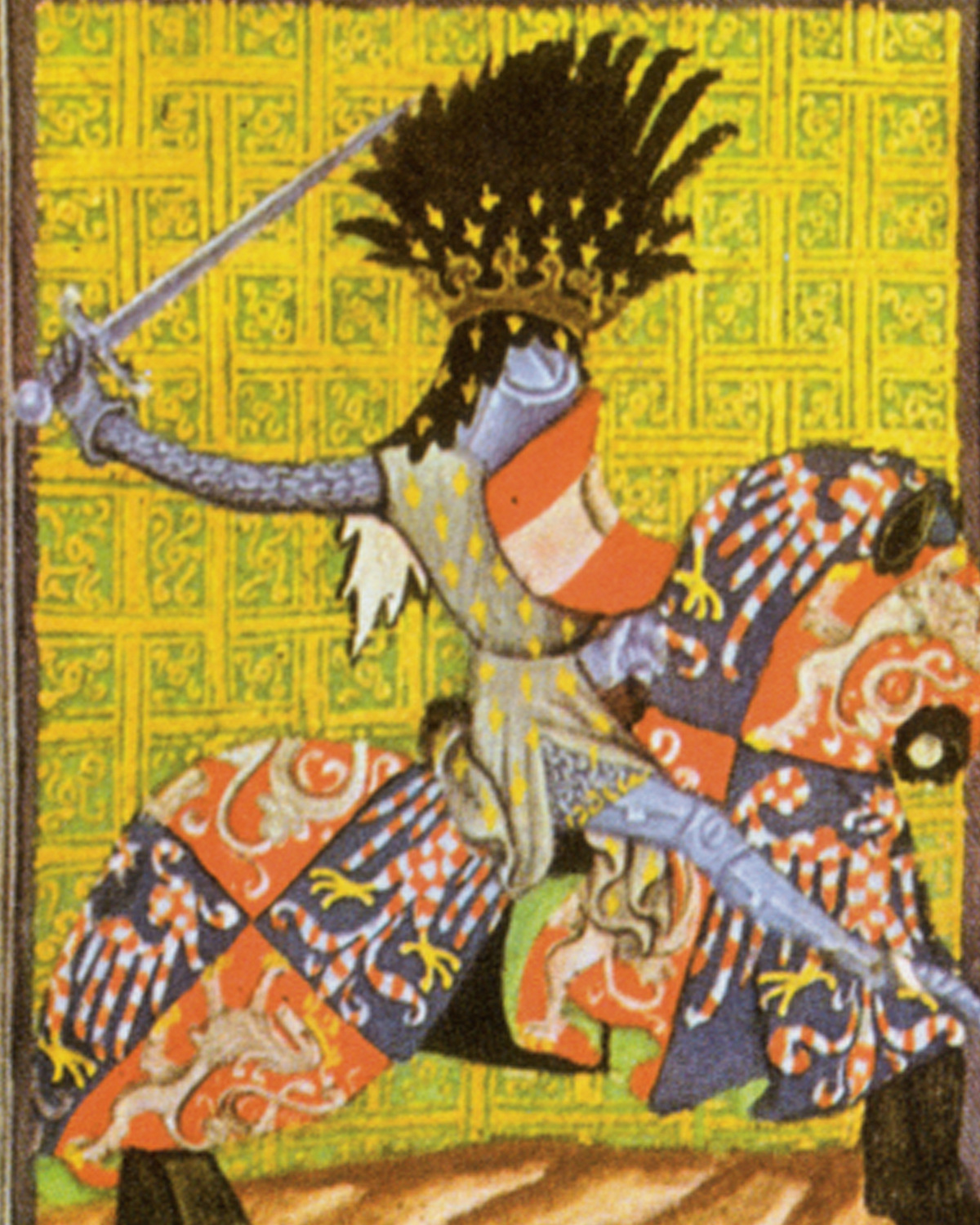
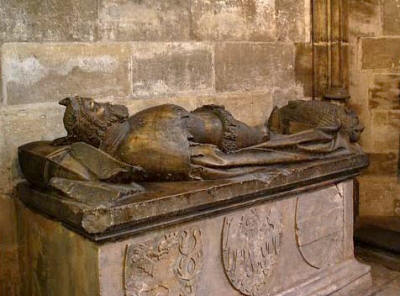
قبر أوتوكار في كاتدرائية سانت فيتوس في براغ

## روابط خارجية
- أوتوكار الثاني على موقع الموسوعة البريطانية (الإنجليزية)